# 葉玉如
葉 玉如（ナンシー・イプ、よう ぎょくじょ、1955年7月30日 - ）は、香港の神経生物科学者。専門神経生物科学。現職は香港科技大学理学院副院長、生物化学系系主任、生物技術研究所所長。

## 略歴
原籍は広東省台山市で、英領香港に生まれた。6人の子供の末っ子にあたる。1977年シモンズ学院化学と生物学修士課程修了。1983年、ハーバード大学医学院薬理学博士課程修了。2001年、中国科学院院士に選出された。2004年、発展中国家科学院院士に当選。2015年、米国科学アカデミー院士に当選。

## 受賞
- 裘槎基金会优秀学者賞（1998年）
- ロレアル-ユネスコ女性科学賞（2004年）[6]
- 何梁何利科学と技術進歩賞（2008年）
- アジア太平洋経済協力（APEC）婦女と経済高峰会議傑創新女性賞（2011年）
- フランス国家栄誉騎士勛章（2011年）
- 国家自然科学賞（2003年、2011年）